# 薩利納斯 (厄瓜多爾)

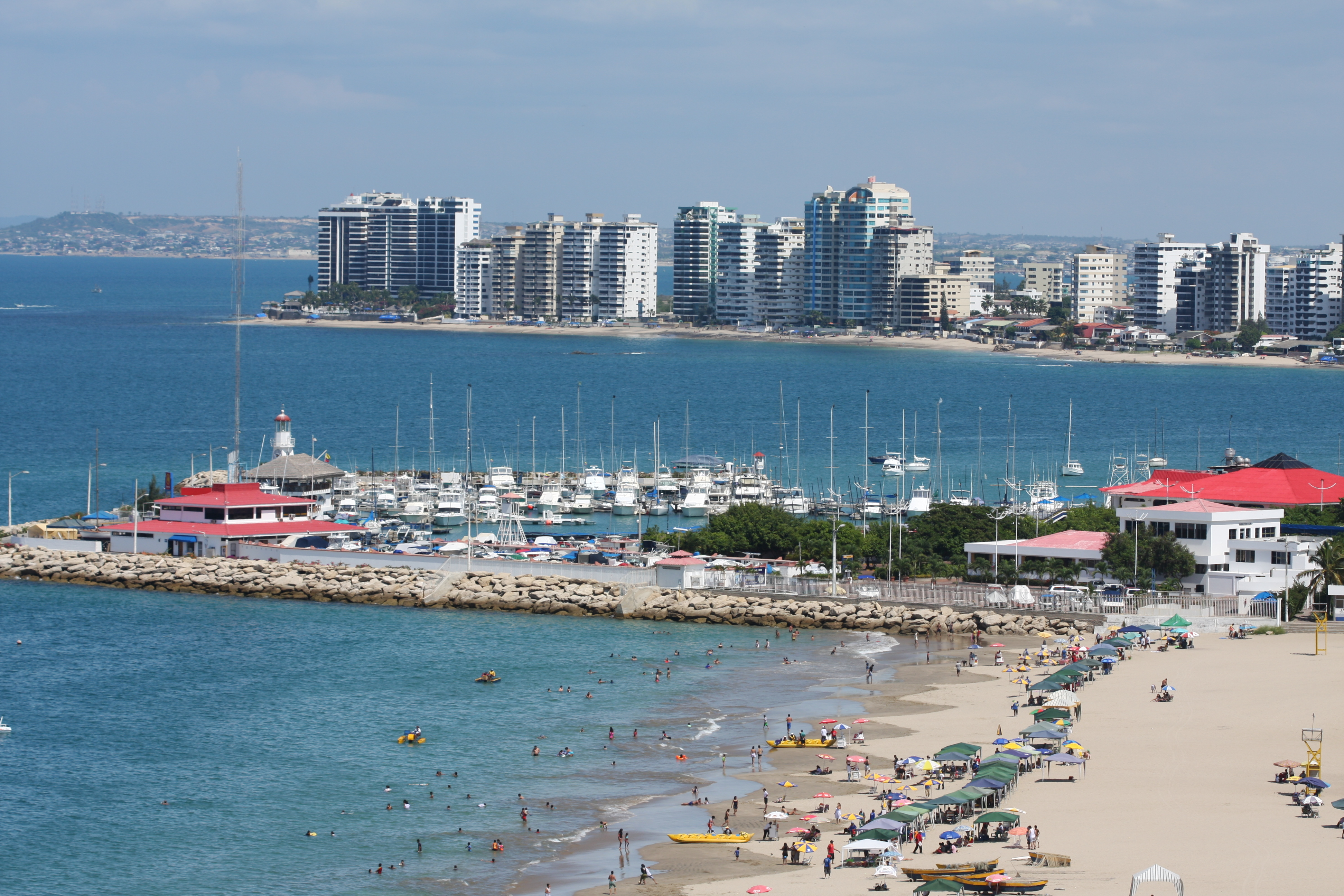
2009 年盐滩景观

薩利納斯（西班牙語：Salinas）是厄瓜多爾的城鎮，属于聖埃倫娜省，位於該國西部太平洋沿岸，距離瓜亞基爾145公里，面積27平方公里，海拔高度3米，2001年人口28,650。

## 外部連結
- www.inec.gov.ec
- Taxi Salinas Guayaquil （页面存档备份，存于） Transportation Salinas Guayaquil.